# Cimetière russe de Nice
Pour les articles homonymes, voir Cimetière russe.
Le cimetière russe de Nice, ou cimetière orthodoxe de Caucade, est un cimetière situé au sud-ouest de la ville de Nice (Alpes-Maritimes), au 78 avenue Sainte-Marguerite.

## Histoire et description
En 1866, à une époque où la colonie russe était importante sur la Côte d'Azur, le recteur V. Polejaieff obtient l’autorisation de créer un cimetière orthodoxe à Nice. Un terrain de 3303 m² est acquis le 5 janvier 1867 sur la colline de Caucade, dédié au tsarévitch Nicolas Alexandrovitch Romanov (décédé en 1865). La première pierre de la chapelle funéraire est posée le 5 mai 1867.

Jouxtant le cimetière anglican, il bénéficie en 1867 d’une servitude de passage pour une voie carrossable. Desservant résidents et hivernants, notamment ceux dont les dépouilles ne pouvaient être rapatriées, le cimetière voit ses tombes, souvent conçues par Léonide Pianovsky ou l’architecte SM Biasini, accueillir après 1917 de nombreux exilés russes. Les années 1940-1950 marquent un pic d’inhumations. 

Russes et descendants d'émigrés russes réfugiés après la révolution d'Octobre y sont enterrés, comme les membres des familles princières Galitzine, Gagarine, Narychkine, Obolensky, Volkonski ou encore Tsereteli. 

En 2020, il compte 850 à 870 tombes pour environ 6000 personnes, incluant des non-orthodoxes liés par parenté. Surnommé « cimetière russe », il est le deuxième plus grand cimetière russe en France après celui de Sainte-Geneviève-des-Bois.

Le cimetière est desservi par une chapelle orthodoxe, consacrée en mars 1868 et dédiée à saint Nicolas en l'honneur du patron du tsarévitch Nicolas, mort de tuberculose à Nice en 1865.

Après la révolution en Russie, les églises russes en France sont placées sous séquestre judiciaire, en novembre 1924. Toutefois, l’administration diocésaine de l’Église orthodoxe russe en Europe occidentale et les membres de l’Association cultuelle orthodoxe russe de Nice (ACOR) parviennent à faire annuler cette mesure par la justice française.
Dans ce contexte troublé, le comte V. Kokovtseff, ancien président du Conseil en Russie et membre du conseil diocésain, s’alarme dans un courrier au maire de Nice des rumeurs évoquant la fermeture du cimetière russe de Nice : « Jamais le nombre de mes coreligionnaires à Nice n’a été aussi grand qu’à présent, et jamais non plus la nécessité de disposer d’un cimetière appartenant à notre église ne s’est révélée aussi indispensable qu’aujourd’hui, vu que les réfugiés russes à Nice et dans les environs représentent plusieurs centaines de résidents avec leurs familles, qui, pour la plupart, se trouvent dans une situation des plus difficiles. » 

Il précise dans sa lettre: « La paroisse de l’Église orthodoxe russe à Nice existe depuis plusieurs années comme Association Cultuelle, sous le régime des lois de 1905… Elle est dûment enregistrée à la Préfecture des Alpes-Maritimes. Après mise sous séquestre des différentes églises en France – parmi elles les trois églises de Nice, la cathédrale du boulevard Tsarévitch, l’église de la rue Longchamp, le cimetière de Caucade –, la question de leur caractère, comme propriété privée appartenant à notre Église et gérée par l’Association Cultuelle a été définitivement réglée par décision du Tribunal Civil de la Seine, en date du 26 mai 1925. »

En février 1931, une commission formée de P. V. Onoprienko, staroste (un staroste est un marguillier) de la paroisse, de l’amiral A. A. Khomenko et de A. S. Tchoudinov décide de créer une tombe commune pour répondre aux demandes croissantes des familles réclamant des places gratuites au cimetière. Cette tombe « fraternelle » de quatre cents places, située derrière la chapelle du cimetière, est destinée à accueillir les ossements cinq ans après leur inhumation temporaire, avec les noms des défunts inscrits sur une plaque de marbre.

## Gestion du cimetière
Le cimetière était géré par l'Association cultuelle orthodoxe russe de Nice (ACOR) responsable de la paroisse orthodoxe Saint-Nicolas de Nice. Celle-ci ne reconnaît pas l'autorité de l'Église orthodoxe russe, mais est rattachée jusqu'en 2019 au patriarcat œcuménique de Constantinople puis à l'Église orthodoxe roumaine. 

Un contentieux a longtemps opposé l'ACOR à l'état Russe. La cour d’appel d'Aix en Provence a estimé le 24 avril 2025,que le cimétière était propriété de l’État russe, et que l’autorité qui les avait confiés à l’ACOR avec l'église dans les années 1920 ne lui a transmis que la mission d’organiser le culte, pas la propriété des biens,,.
Face aux difficultés financières auxquelles la paroisse a du faire face à la suite de la perte de l'occupation et de la gestion de la cathédrale orthodoxe russe Saint-Nicolas, elle a dû licencier le gardien du cimetière en juillet 2012.

En conséquence, alors qu'il était auparavant ouvert tous les jours de la semaine, il n'est aujourd'hui plus ouvert que le jeudi et le samedi matin de 9h à 12 h, le vendredi et le dimanche après-midi de 14h à 17h. 

Il est desservi par la ligne d'autobus no 8 (station Caucade).

## Personnalités

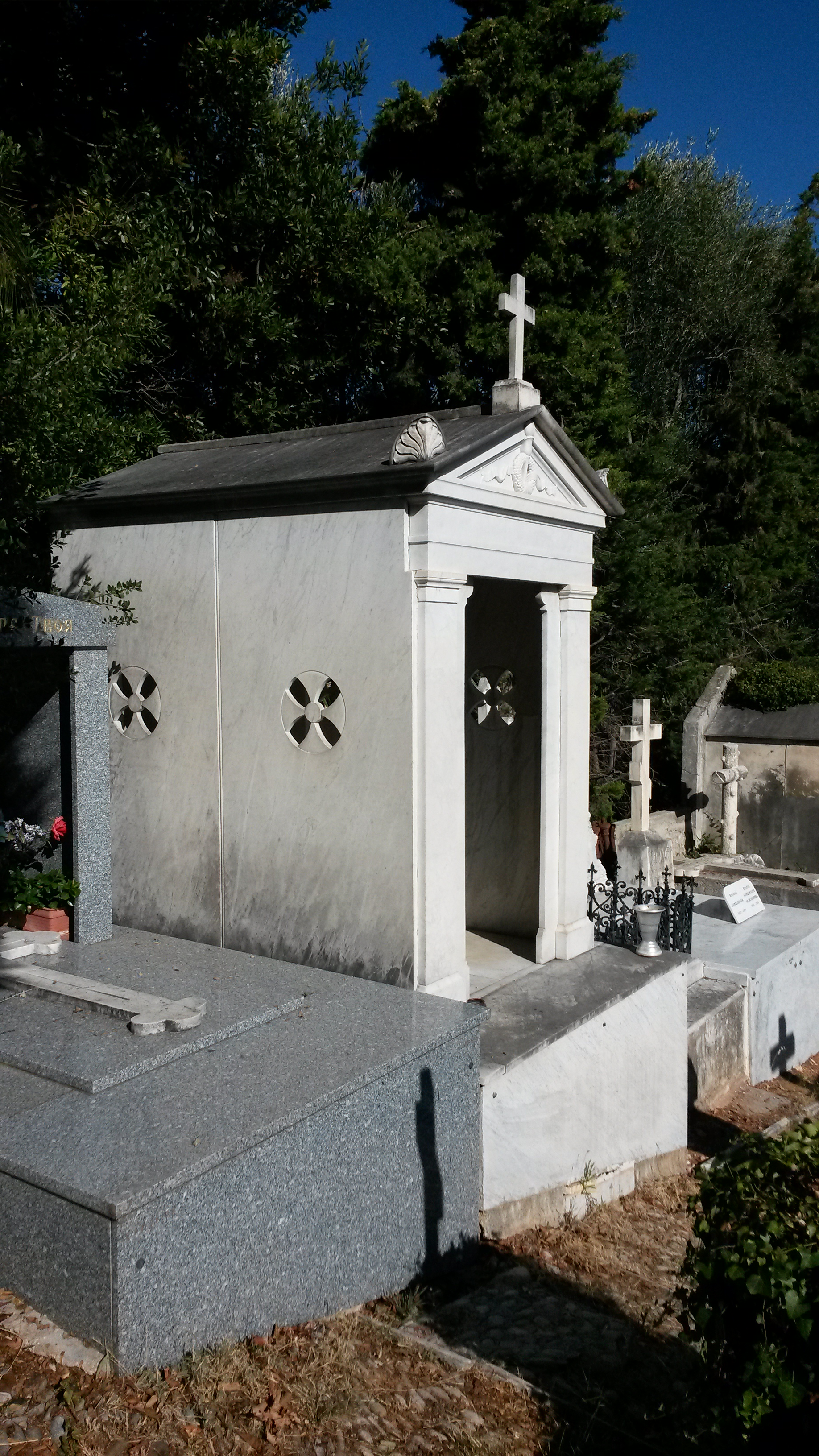
Chapelle de la princesse Yourevsky (Catherine Dolgorouki)

Parmi les personnalités enterrées au cimetière, on trouve : 
- Georges Adamovitch (1892-1972), poète et critique littéraire[12] ;
- Alexandra Beauharnais(1895-1970), princesse de Leuchtenberg [13];
- Général Dmitri Chtcherbatchiov, (1857-1932), grand-croix de la Légion d'honneur, Ordre de Saint-Georges de 3e classe ;
- Catherine Dolgorouki (1847-1922), princesse Yourievska, dite Katia, épouse morganatique du tsar Alexandre II [14];
- Princesse Galitzine, née princesse Marina Petrovna de Russie (1892-1981) [15];
- Vladimir Golenichtchev (1856-1947), égyptologue ;
- Général Nikolaï Ioudenitch (1862-1933) ;
- Alexandre Nikolaïèvitch Iskander ( 1887-1957) et Natalia Konstantinova, née Khanykova (1893-1982) [16];
- Vladimir Jemtchoujnikov(1830-1884), poète [17];
- Prince Lev Viktorovitch Kotchoubeï (1810-1890) [18];
- Princesse Élisabeth Kotchoubeï (1821-1897)[18], épouse du précédent, dont la collection forme aujourd'hui le musée des beaux-arts de Nice, dans son ancienne villa[19] ;
- Anatole Nicolaïevitch Koulomzine(1838-1923) [20]
- Vladimir Lazarevsky (1897-1953), journaliste [21];
- Jean Magne (1913-1958), militaire français, Compagnon de la Libération ;
- Stepan Vassilievitch Vostrotine (1864-1943), maire de Ienisseïsk de 1894 à 1899, député de la douma d'État de l'Empire russe de 1911 à 1917, explorateur polaire, régionaliste sibérien, russe blanc exilé [22];
- Philippe Maliavine (1869-1940), peintre [23];
- Ada Manteuffel, née Apraxine (1849-1914) [24];
- Prince George Mavrocordato (1865-1939), ambassadeur de Roumanie en Russie ;
- Barbara Dimitrievna Mergassov, comtesse Rimsky Korsakov (1833-1878)[25] ;
- Colonel Alexandre Raïevsky (1795-1868) ;
- Comte Sergueï Alexandrovitch Stroganov (1852-1923) [26];
- Dimitri Ivanovitch Tolstoï(1860-1941) [27];
- Famille Troubetskoï : Alexandre Alexandrovitch ( 1859-1900), Nicolas Nicolaïèvitch (1869-1949), prince Georges Nicolaïèvitch, dit Yuka (1905-1992), et princesse Ékaterina Mikhaïlovna Moussine-Pouchkine ( 1884-1972)[28]
- Serge Voronoff (1866-1951), chirurgien français d'origine russe.

## Galerie

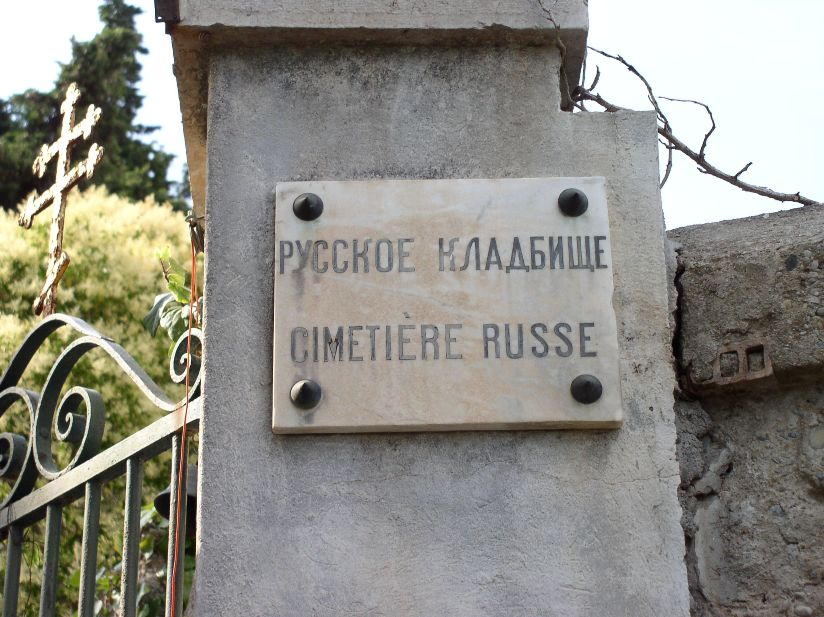
Une plaque bilingue à l'entrée du cimetière.
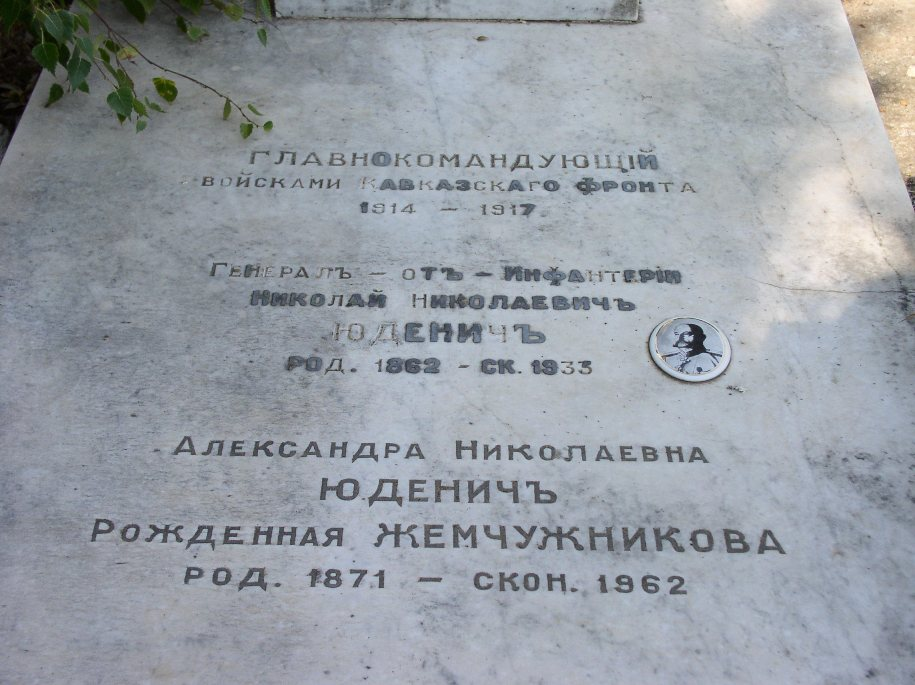
La tombe du général russe Nikolaï Ioudenitch.
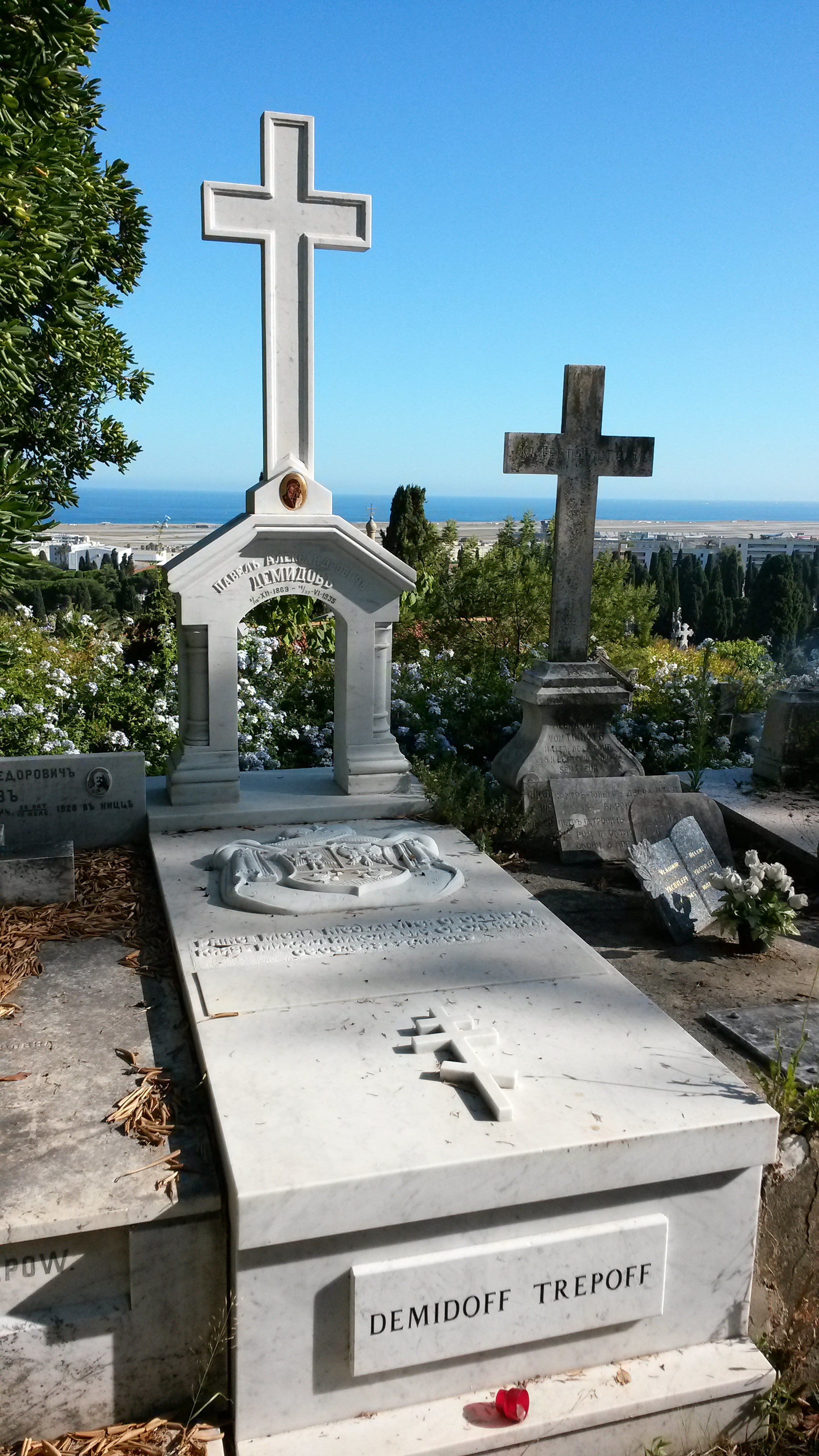
Tombe de Paul Demidov.
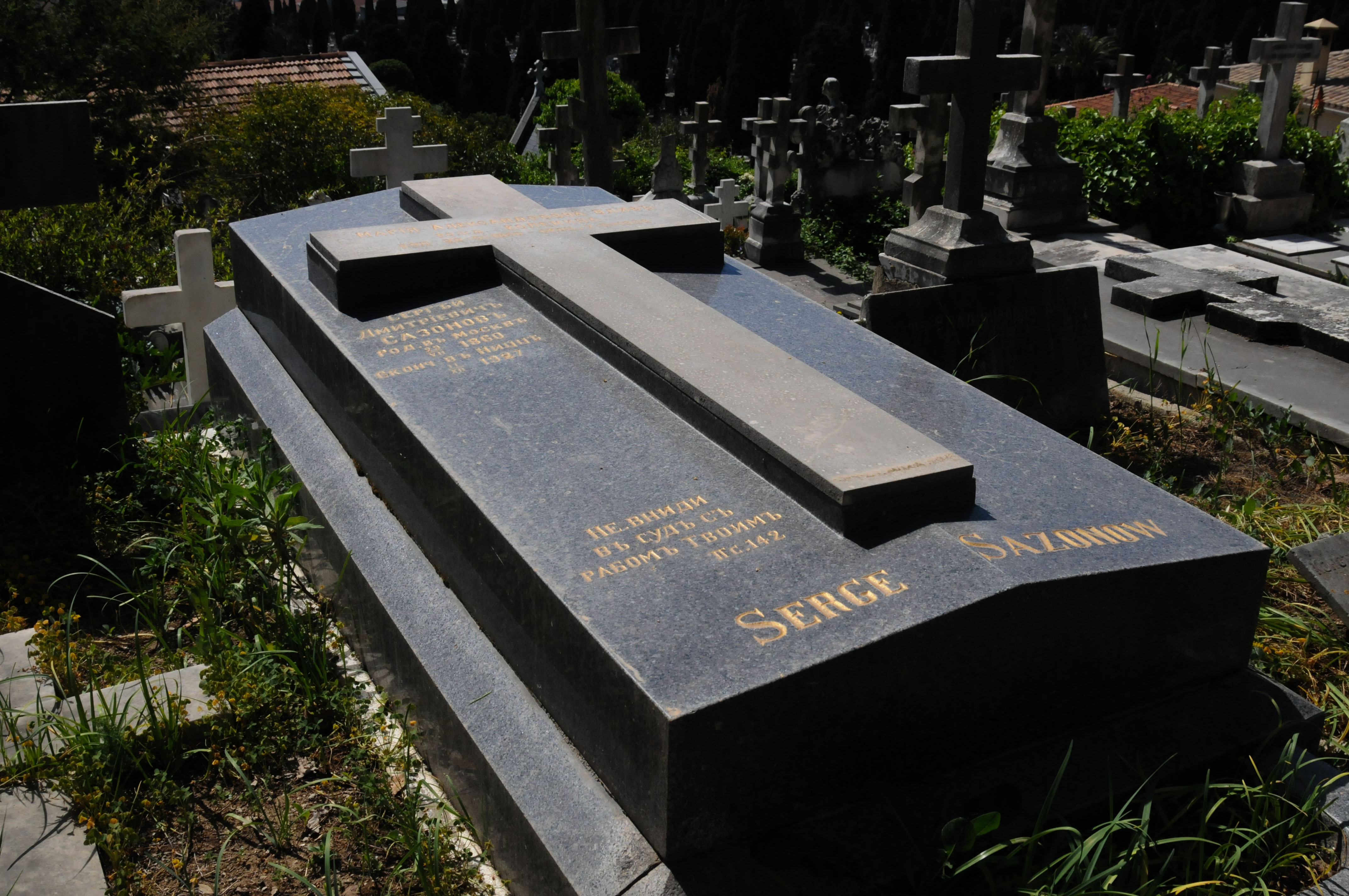
Tombe de Sergueï Sazonov.
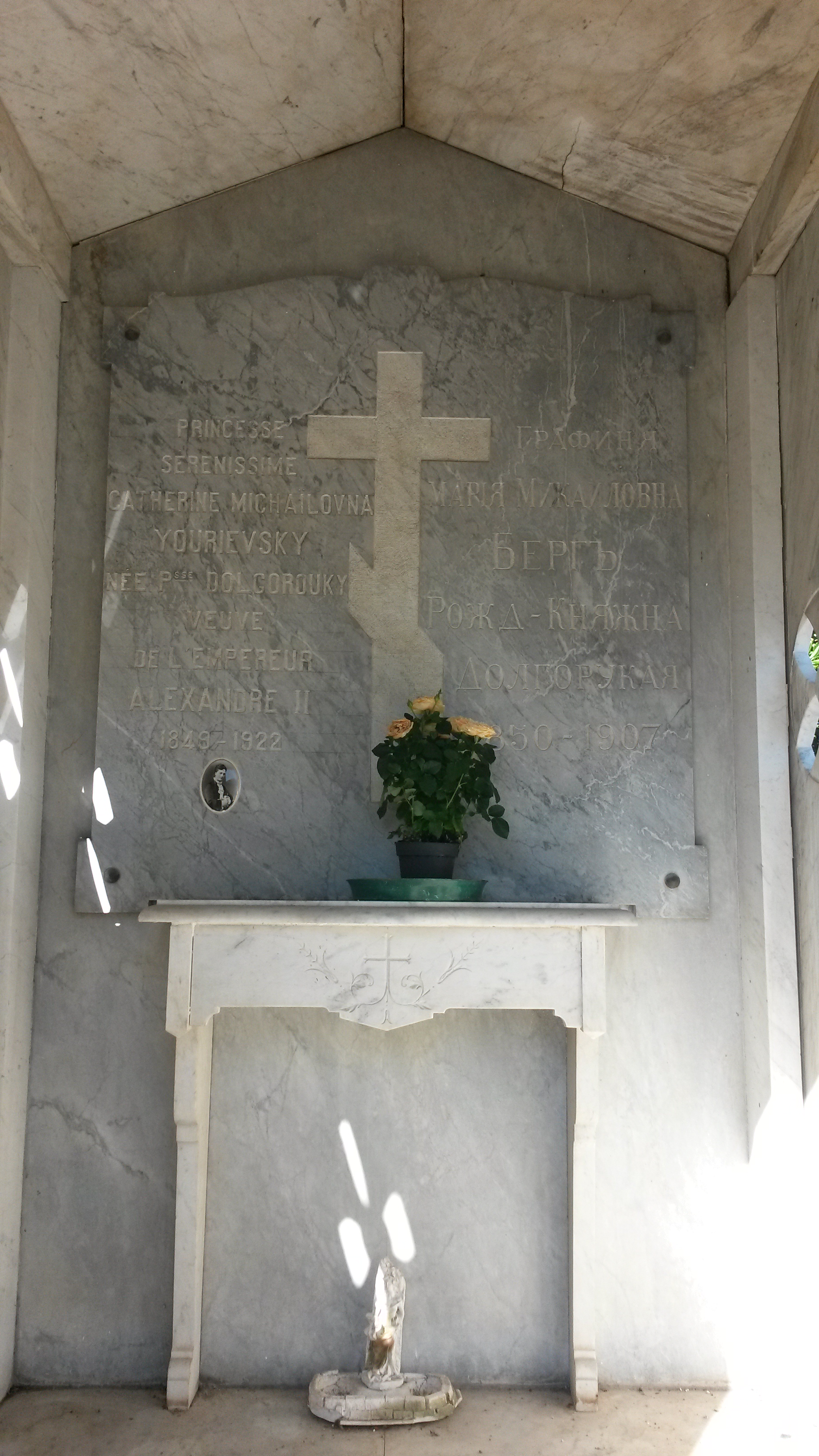
Sépulture de Catherine Dolgorouki (Katia)
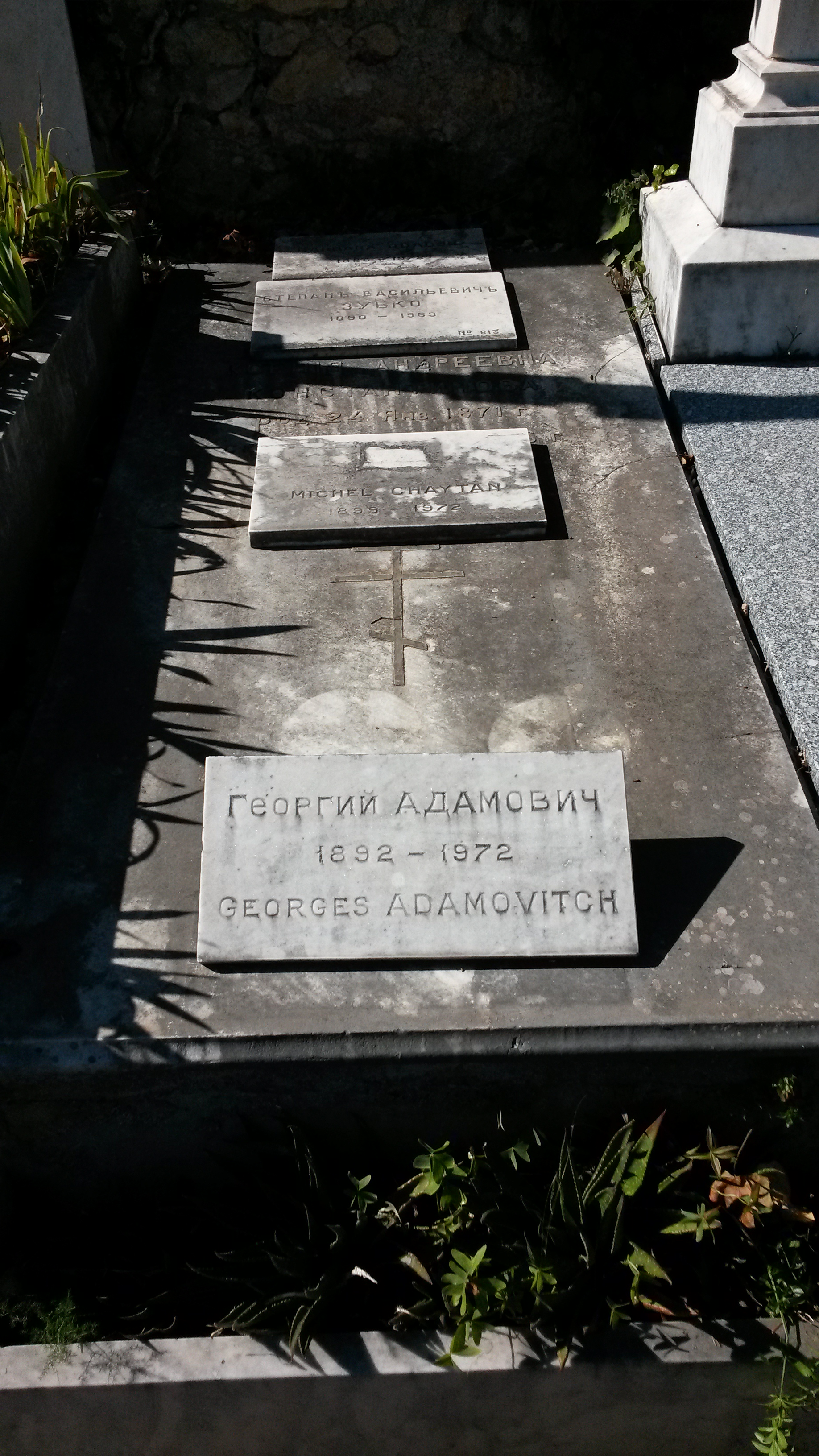
Tombe de Georges Adamovitch.

### liens externes
- Notices d'autorité :   - VIAF
  - Tchéquie
- Les tombes de Nice géolocalisées sur internet